# Julius von Groß
Julius von Groß (21 tháng 11 năm 1812 tại Darkehmen, Đông Phổ – 18 tháng 9 năm 1881 tại Berlin) là một Thượng tướng Bộ binh Vương quốc Phổ. Ông đã từng tham gia cuộc Chiến tranh Áo-Phổ (1866) và cuộc Chiến tranh Pháp-Đức (1870 – 1871).
Vào ngày 6 tháng 2 năm 1835, tại Berlin, gia đình của ông được ghép họ và gia huy của mình với gia đình von Schwarzhoff, thành "von Groß genannt von Schwarzhoff". Không lâu sau đó, von Schwarzhoff trở thành tên họ phổ biến của gia đình ông.

## Sự nghiệp quân sự
Von Groß sinh vào tháng 11 năm 1812 ở tỉnh Đông Phổ. Vào năm 1830, ông gia nhập Trung đoàn Bộ binh số 5 với quân hàm Thiếu úy và học tại Trường Quân sự Tổng hợp kể từ năm 1833 cho đến năm 1836. Đến năm 1861, ông được thăng cấp Đại tá. Sau đó, vào năm 1865, ông được lãnh chức Lữ trưởng của Lữ đoàn Bộ binh số 13 và được phong cấp hàm Thiếu tướng.
Vào năm 1866, von Groß tham chiến tại Böhmen trong cuộc Chiến tranh Áo-Phổ. Ông đã chiến đấu trong các trận đánh tại Münchengrätz, Königgrätz-Sadowa cùng với trận đánh cuối cùng ở Blumenau. Sau khi cuộc chiến tranh chấm dứt với thắng lợi của Phổ, ông được điều đến Hannover, nơi ông tổ chức lực lượng Dân binh (Landwehr).
Sau khi cuộc Chiến tranh Pháp-Đức (1870 – 1871), von Groß được thăng hàm Trung tướng và được ủy nhiệm làm Sư trưởng của Sư đoàn Bộ binh số 7 vào tháng 7 năm 1870. Trong trận Beaumont cuối tháng 8 năm đó, ông thu giữ được 28 khẩu pháo và bắt 1.500 tù binh. Về sau, ông liên tiếp đẩy lui các cuộc đột vây của quân Pháp trong cuộc vây hãm Paris.
Kể từ ngày 27 tháng 3 năm 1873 cho đến ngày 17 tháng 10 năm 1881, von Groß giữ chức vụ Tướng tư lệnh của Quân đoàn III ở kinh đô Berlin. Trong thời gian này, ông đã được thăng cấp bậc Thượng tướng Bộ binh vào năm 1875. Ông từ trần vào tháng 9 năm 1881 trong khi vẫn còn tại chức.